# Teslić
La municipalidad de Teslić forma parte de la región de Banja Luka, dentro de la República Srpska, en Bosnia y Herzegovina.

## Localidades
Esta municipalidad de la República Srpska, localizada en Bosnia y Herzegovina se encuentra subdividida en las siguientes localidades a saber:
- Banja Vrućica
- Bardaci
- Barići
- Bijelo Bučje
- Blatnica
- Brić
- Buletić
- Čečava
- Donji Očauš
- Donji Ranković
- Donji Ružević
- Dubrave
- Đulići
- Gomjenica
- Gornja Radnja
- Gornja Vrućica
- Gornje Liplje
- Gornji Očauš
- Gornji Ranković
- Gornji Ružević
- Gornji Teslić
- Jasenova
- Jezera
- Kamenica
- Komušina Donja
- Komušina Gornja
- Kuzmani
- Mladikovine
- Osivica
- Parlozi
- Pribinić
- Radešići
- Rajševa
- Rastuša
- Rudo Polje
- Slatina
- Stenjak
- Studenci
- Šnjegotina Gornja
- Teslić
- Ugodnovići
- Ukrinica
- Vlajići
- Žarkovina

## Geografía
Teslić se encuentra en el norte de Bosnia-Herzegovina, en la parte occidental de la República Srpska. La ciudad está situada a orillas del río Usora. Lo más destacado de la ciudad es el monte Borja, que asciende a 1.150 m de altitud.

## Demografía
Si se considera que la superficie total de este municipio es de 846 kilómetros cuadrados y su población está compuesta por unas 59.854 personas, se puede estimar que la densidad poblacional de esta municipalidad es de setenta y un habitantes por cada kilómetro cuadrado de esta división administrativa.